# ルオッサヴァーラ＝キルナヴァーラ
ルオッサヴァーラ＝キルナヴァーラ (スウェーデン語: Luossavaara-Kiirunavaara Aktiebolag、LKAB) は、スウェーデンの鉱業会社で、ルレオに本社を置く。スウェーデン北部のキルナと、イェリヴァーレ近郊のマルムベリエトで鉄鉱石の採掘を行っている。1890年に設立され、1950年代から政府所有となった。鉄鉱石はペレットおよび焼結粉鉱に加工され、マルムトラフィーク社のIORE形電気機関車が牽引する貨物列車でナルヴィク港およびルレオ港から出荷されるほか、SSABのルレオ製鉄所に供給される。 
鉄鉱石は世界各地に出荷されており、主な出荷先は欧州各国のほかアフリカ北部や中東、東南アジアである。 
LKABの従業員数は約4,000人で、うち600人以上がスウェーデン国外である。スウェーデン北部とノルウェーに鉱山と加工工場、積出港を保有し、ドイツに営業所を持つ。この他、加工工場を運営する子会社をスウェーデン、フィンランド、イギリス、オランダ、トルコ、中国に置いている。ドイツ、アメリカ、香港に工場を持たない子会社を置いている他、スロバキア、ギリシャ、スペイン、南アフリカに駐在員事務所を設けている。   
LKABは石油・ガス・鉱業企業92社の中で、先住民族の権利保護や北極圏での事業で第14位にランキングされた。 

## 年表
- 1890年：LKAB設立[5]。
- 1891年：ABイェリヴァラーレ・マルムフェルト設立。
- 1893年：ABイェリヴァラーレ・マルムフェルトがLKABを買収。
- 1899年：ルレオからイェリヴァーレを結んでいた鉱山鉄道がキルナまで延伸。
- 1957年：スウェーデン政府がLKAB株式の96％を取得。残り4%はトラフィーク・イェレンゲスベリ＝オクセレスンド (TGO) が保持。

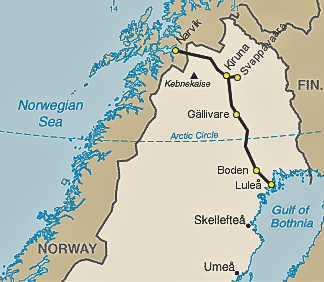
鉄鉱石が産出されるキルナ、スヴァッパヴァーラとマルムベリエト (イェリヴァーレ郊外) は鉱山鉄道でルレオおよびナルヴィクと結ばれている。

- 1976年：100%国有化

## スポンサーシップ
LKABはスウェーデンのクロスカントリースキー選手、マルクス・ヘルナーとハロッテ・カラを後援している。 

## 参照資料
1. ↑  “2015 Year End Report”.   LKAB.com. 1月 2017-1-25閲覧。
2. ↑  “LKAB's year-end report will be released tomorrow”.   LKAB. 2012年7月12日時点のオリジナルよりアーカイブ。2012年7月8日閲覧。
3. ↑  http://lkab.se/?openform&id=36CE
4. ↑  Overland (2016年). “Ranking Oil, Gas and Mining Companies on Indigenous Rights in the Arctic”. ResearchGate.   Arran. 2018年8月2日閲覧。
5. ↑  “Archived copy”. 2012年2月12日時点のオリジナルよりアーカイブ。2014年10月3日閲覧。
6. ↑  “Kalla + Hellner + LKAB = SANT” (Swedish).  Sveriges Radio (2012年9月12日). 2018年2月3日閲覧。
7. ↑  “Sponsorship”.   LKAB. 2018年2月3日閲覧。